# ちょんの間
ちょんの間（ちょんのま）とは、元赤線・青線で営業している性的なサービスをする風俗店およびその地区。日本および日本統治下だった大韓民国に存在するものを特にこの名前で呼ぶ。大阪府（近畿圏）では本番行為をさせる店のことを指し、東南アジアの売春宿・置屋（おきや）や、欧州ではベネルクス3国などで見られる飾り窓と同義。

## 概要
語源は「ちょっとの間」に性交することから。江戸時代から存在する語であるが、古くは（業態を指す語というより）娼館で時間を短く区切って遊ぶことを意味し、「ちょんの間遊び」とも呼ばれた。「ちょんの間遊び」を業態とする娼館のことは「切見世」（きりみせ）と呼ばれた。
かつて赤線・青線地帯で売春行為していた店舗で、1956年（昭和31年）の売春防止法の完全施行後も、旅館、料亭、スナックなどに転向し、客と従業員との自由恋愛という名目をとって、営業を続けている。

大阪府では、ソープランドが風営法施行条例により禁止されているため、今も残る一方、真栄原、黄金町、上鶴間本町（町田駅南口）、川崎堀之内などは時の都道府県知事の意向を受けた警察（生活安全部）の摘発により壊滅に追い込まれた。

## 現存する主なちょんの間

### 日本国内

#### 関東
- 南町（神奈川県川崎市川崎区）

#### 中部
- 伊豆長岡（静岡県伊豆の国市＝旧・伊豆長岡町）スナックとして営業。
- 有楽町（愛知県豊橋市）通称小池遊郭（有楽荘）。

#### 近畿
- 飛田新地（大阪府大阪市西成区）日本最大。
- 松島新地（大阪市西区） - 大東亜戦争末期の空襲（大阪大空襲）で焼失したため戦後に建築された料亭。
- 今里新地（大阪市生野区）嬢はスタンド(置屋)から派遣される。
- 滝井新地（大阪府守口市）
- 信太山新地（大阪府和泉市）旅館街。嬢はスタンド(置屋)から派遣される。
- 天王新地（和歌山県和歌山市）
- 生駒新地（奈良県生駒市）観光旅館街。嬢は置き屋から派遣される。

#### 四国
- 栄町（徳島県徳島市） 旧秋田町遊郭。別名、パンパン通り。
- 堺町（高知県高知市）ソープ街中のビジネス旅館。
- 玉水町（高知市）　旧玉水新地。旅館街。
- 千舟町（愛媛県松山市）　特殊飲食店風。

#### 九州・沖縄
- 別府温泉（大分県別府市）別名ネコ屋（竹瓦温泉裏）。
- 甲突町（鹿児島県鹿児島市) ソープ街中の旅館。
- 栄町社交街（沖縄県那覇市）
- 吉原社交街（沖縄県沖縄市＝旧・美里村）一度壊滅したが復活した。

### 大韓民国
- ワノルドン（釜山広域市西区）
- ヨンジュコル（京畿道坡州市）

## 過去の主なちょんの間

### 日本
- 紙漉町（青森県弘前市）　旅館街
- 堀之内（神奈川県川崎市川崎区） - 2005年（平成17年）8月に料飲組合が解散。組合非加盟の店舗は営業を続けたが2009年頃までに摘発、壊滅。ただしソープランドはその後も存続。
- 黄金町（神奈川県横浜市中区） - 京浜急行本線の高架下にあった。2005年（平成17年）8月までに全店閉店、壊滅。
- たんぼ（神奈川県相模原市南区） - JR横浜線町田駅南口至近に存在した。2007年（平成19年）2月までに全店閉店、壊滅。
- 渡鹿野島（三重県志摩市＝旧・磯部町） - 2021年（令和3年）に最後まで残った店舗が廃業。
- 郡山新地（奈良県大和郡山市）
- 五条楽園（京都府京都市下京区）旧七条新地。売春防止法施行後、お茶屋街として営業を続ける。2010年に二度の摘発、営業を休止。その後、料飲組合は解散。
- かんなみ新地（兵庫県尼崎市）元青線[8]。2021年11月に市と兵庫県警尼崎南警察署の連名による風営法に基づく警告を受けて全店が閉店[8][9]。尼崎市が跡地の取得を進めている[9]。
- 神崎新地（兵庫県尼崎市）阪神・淡路大震災により廃業。当地の神社には神崎新地と記された石碑や遊女慰霊碑が残る。
- 瓦町（香川県高松市） 連れ込み旅館風の店舗で営業していたが現在ちょんの間としての営業は行っていない。
- 土橋（愛媛県松山市）　土橋料亭街
- ネオン坂（松山市道後）旧松ヶ枝遊郭
- 新京町（福岡県北九州市小倉北区）飲食店　地元暴力団工藤會への取り締まりと併せ、2007年に摘発され壊滅。残った店舗も2013年までに営業を終了。
- 花畑（福岡県久留米市）　一発屋旅館街、2017年6月時点の報道で潰滅状態と伝えられている[10]。
- 桜坂社交街（沖縄県那覇市）
- 真栄原社交街（沖縄県宜野湾市） - 2009年（平成21年）までに全店閉店、壊滅。
- 金武特飲街（沖縄県国頭郡金武町） - 在日米軍キャンプ・ハンセン入口。
- 辺野古社交街（沖縄県名護市＝旧・久志村） - 在日米軍キャンプ・シュワブ至近。
- 神里原社交街（沖縄県那覇市）

この他東京都内にも多くのちょんの間が存在し、終戦直後には進駐軍兵士用の慰安所として、政府主導で運営が行われたこともあった。

### 韓国
- オーパルパル（ソウル特別市東大門区）- 再開発のため2018年までに全店閉店、壊滅[11]。
- 龍山（ソウル特別市龍山区） - 在韓米軍龍山基地に出入りする兵士を主な客層としていたが、再開発のため2012年までに全店閉店、壊滅。
- 永登浦駅（ソウル特別市永登浦区）

## その他
- 日本では、終戦後に進駐した米軍人目当てのパンパンが貸間で営業を行うパンパンハウス（特殊貸間）が出現した[12]。
- 旧日本植民地だった台湾と北朝鮮にもこの形態の風俗が存在したと言われるが、台湾は多くが檳榔西施に転換した後大都市では2000年代前半までに壊滅した。北朝鮮の現状は不明。